# ハンガリーの国旗
ハンガリーの国旗（ハンガリーのこっき ハンガリー語 : Magyarország zászlaja）
三色旗であり、現在の旗は1956年から用いられている。13世紀ごろから赤白の二色旗を用い始めたが、いつから緑が加わったのかは不明。
赤い色は力、白い色は誠実、緑の色は希望の象徴である。

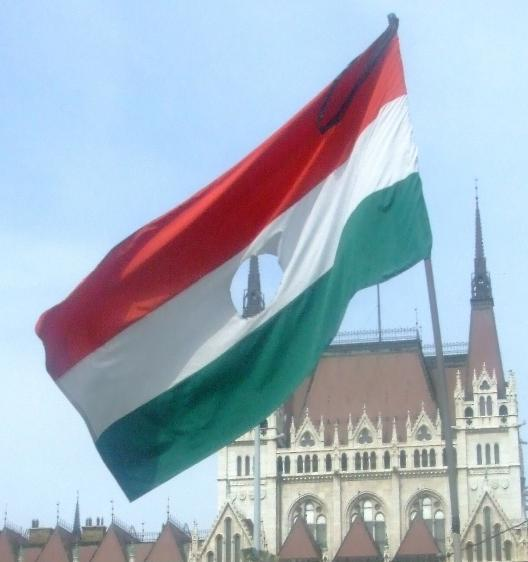
ハンガリー動乱期、ハンガリー革命軍は中央の社会主義的国章を切り取った旗を使用した。後の東西ドイツ統一、ルーマニア革命でも、同様の行為が行われている。

?市民でよく用いられている旗、縦横比2:3
?軍旗
?軍艦旗
大統領旗

## 歴史的な旗

?895年-1000年の旗
?1172年-1196年の旗
?13世紀の旗
?13世紀アールパード朝の旗
?1301年-1382年の旗
?1387年-1437年の旗
?1440年-1444年の旗
?1458年-1490年の旗
?1458年-1490年の旗
?1490年-1516年の旗
?1516年-1526年の旗
?18世紀-1867年の旗
?ラーコーツィの独立戦争の時に使用された旗
?1848年-1918年のハンガリー王冠領の旗
?1848年-1918年のハンガリー王冠領の旗
?1918年-1919年のハンガリー人民共和国の旗
?1919年のハンガリー評議会共和国の旗
? 1919年-1946年のハンガリー王国の旗
?1946年-1949年のハンガリー第二共和国の旗
? 1949年-1956年ハンガリー人民共和国の旗。中央に配置された国章はソ連の国章に類似している。
? 1956年のハンガリー動乱の時に使用された旗。中央の国章が切り抜かれている。
? 1957年-1989年のハンガリー人民共和国の旗。中央に配置された国章は取り除かれた。
?共産ユーゴスラビア時代のハンガリー系人の旗
?ハンガリー王国の軍旗（別の仕様、1920年から1944年まで）
?ハンガリーの大統領旗（1948年から1950年まで）
?ハンガリーの大統領旗（1990年から2012年まで）

## 類似の意匠

アイルランドの国旗
イタリアの国旗
イランの国旗
インドの国旗
クルディスタンの旗
コートジボワールの国旗
タジキスタンの国旗
ドイツノルトライン＝ヴェストファーレン州の旗
ニジェールの国旗
ブルガリアの国旗
メキシコの国旗